# Baron Kyme
Baron Kyme war ein erblicher britischer Adelstitel (Barony by writ) in der Peerage of England.

## Verleihung und Geschichte des Titels
Der Titel wurde am 24. Juni 1295 von König Eduard I. von England für den englischen Adligen Philip Kyme geschaffen, indem er per Writ of Summons ins englische Parlament berufen wurde.
Beim kinderlosen Tod seines Sohnes, des 2. Barons, fiel der Titel 1338 an dessen Neffen Gilbert de Umfraville, Titular-Earl of Angus und 3. Baron Umfraville. Bei dessen kinderlosem Tod 1381 fiel sein Vermögen und nach heutiger Rechtsauffassung auch der Anspruch auf den Titel an dessen Nichte (die Tochter seiner Schwester Elizabeth) Eleanor de Barroden, Witwe des Sir Henry Tailboys († 1369). Sie und ihre Nachfahren haben den Titel aber nicht beansprucht und geführt und wurden insbesondere nicht aufgrund ihres Anspruchs als Peer ins Parlament geladen. Der älteste Sohn ihres Ur-ur-urenkels, des de iure 9. Barons Kyme, Sir Gilbert Tailboys (um 1497–1530), wurde 1529 zum Baron Tailboys, of Kyme, erhoben. Da sein Vater ihn überlebte, vereinte erst sein Sohn, der 2. Baron Tailboys, diesen Titel mit dem Anspruch auf den des 10. Baron Kyme. Beim Tod von dessen Schwester, der 4. Baroness Tailboys und Gattin des Ambrose Dudley, 3. Earl of Warwick am 21. September 1538 erlosch die Baronie Tailboys und fiel der Anspruch auf die Baronie Kyme an deren Onkel Rev. William Tailboys, Vikar von Gantby in Lincolnshire, als de iure 13. Baron Kyme. Bei dessen kinderlosem Tod im Herbst 1577 fiel der Titelanspruch in Abeyance zwischen dessen Schwestern bzw. deren Erben und ruht bis heute.

## Liste der Barone Kyme (1295)
- Philip Kyme, 1. Baron Kyme († 1323)
- William Kyme, 2. Baron Kyme (um 1283–1338)
- Gilbert de Umfraville, Titular-Earl of Angus, 3. Baron Umfraville, 3. Baron Kyme (1310–1381)
  - Eleanor Tailboys, de iure 4. Baroness Kyme
  - Sir Walter Tailboys, de iure 5. Baron Kyme (um 1350–1417)
  - Walter Tailboys, de iure 6. Baron Kyme (um 1388–1444)
  - Sir William Tailboys, de iure 7. Baron Kyme (um 1415–1464)
  - Sir Robert Tailboys, de iure 8. Baron Kyme (um 1450–1495)
  - Sir George Tailboys, de iure 9. Baron Kyme (um 1467–1538)
  - George Tailboys, 2. Baron Tailboys, de iure 9. Baron Kyme (um 1523–1540)
  - Robert Tailboys, 3. Baron Tailboys, de iure 10. Baron Kyme (um 1528–1542)
  - Elizabeth Tailboys, Countess of Warwick, 4. Baroness Tailboys, de iure 12. Baron Kyme (um 1520–1563)
  - Rev. William Tailboys, de iure 13. Baron Kyme († 1577) (Titel abeyant 1577)